# Slovenská demokratická a kresťanská únia – Demokratická strana
Slovenská demokratická a kresťanská únia – Demokratická strana (zkratka SDKÚ-DS, česky Slovenská demokratická a křesťanská unie – Demokratická strana) je slovenská mimoparlamentní politická strana. V letech 2000–2006 a 2010–2012 byla vládní stranou, v čele jejích koaličních vlád se postupně vystřídali Mikuláš Dzurinda a Iveta Radičová.

## Historie
Strana vznikla pod původním názvem Slovenská demokratická a křesťanská unie v roce 2000. Založil ji Mikuláš Dzurinda (který byl jejím předsedou až do roku 2012). Strana vznikla poté, co Dzurinda spolu s některými ministry tehdejší vlády odmítl vystoupit z účelově vytvořené volební strany Slovenská demokratická koalícia (SDK) a vrátit se podle původní dohody do stran, které ji předtím vytvořily. Spolu s Mikulášem Dzurindou vstoupilo do SDKÚ více politiků z SDK – část členů byla původně z KDH (Mikuláš Dzurinda), část z bývalé DÚ (Eduard Kukan) a část z bývalé DS (Ivan Mikloš). Strana byla zaregistrována na Ministerstvu vnitra SR 18. února 2000. V srpnu 2000 se strana sloučila s Demokratickou unii.
SDKÚ konstatovala, že se nemíní etablovat v současném parlamentu, zavazuje se však podporovat vládu a převzít odpovědnost za činnost sedmi členů kabinetu za SDKÚ. V nadcházejících parlamentních volbách chce získat tolik hlasů, aby mohla vést jednání o sestavení vlády. Krátce před parlamentními volbami v roce 2002 SDKÚ nečekaně uzavřela dohodu o spolupráci s Demokratickou stranou. V parlamentních volbách v roce 2002 SDKÚ získala 15,09% hlasů a 28 mandátů, skončila na druhém místě a spolu s SMK, KDH a ANO vytvořila vládu a společně tak tato koalice začala politiku reforem.

### Volební období 2002–2006
8. října 2002 podepsali koaliční smlouvu předseda SDKÚ Mikuláš Dzurinda, předseda SMK Béla Bugár, předseda KDH Pavol Hrušovský a předseda ANO Pavol Rusko a 16. října jmenoval prezident Rudolf Schuster novou vládu pod vedením staronového premiéra Mikuláše Dzurindy. Strana byla součástí koalice, která prosadila zásadní ekonomické reformy. Strana získala ministerstvo obrany, financí, dopravy, sociálních věcí a rodiny a ministerstvo zahraničí. Ve vztahu k vývoji ve straně byl podstatný pozdější rozpor premiéra s Ivanem Šimkem a kauza "skupinka". 8. prosince 2003 vystoupila z strany platforma kolem Ivana Šimka (celkem sedm poslanců včetně Zuzany Martinákové). Tato skupina poslanců později založila stranu Svobodné fórum. Do klubu později přibyl Jozef Banas (původně ANO).
V roce 2004 strana prohrála souboj o prezidentské křeslo když Eduard Kukan nepostoupil do druhého kola. V červnu 2004 strana získala nejvíce hlasů v prvních volbách do Evropského parlamentu na Slovensku. 22. května 2004 delegáti kongresu SDKÚ v Bratislavě zvolili za nové místopředsedy strany Pavla Kuboviče, Pavla Prokopoviče a Juraje Lišku. Vedle uvedené trojice ve funkcích zůstali Ivan Mikloš, Eduard Kukan a Milan Hort. Od 21. ledna 2006 se strana sloučila s menší Demokratickou stranou a používá tak dnešní název SDKÚ-DS. Na začátku února 2006 z vládní koalice odešlo KDH po sporu s SDKÚ. Na Slovensku se následně konaly předčasné volby.
Strana se ve volebním období výrazně přičinila o úspěchy v zahraniční politice – vstup do Severoatlantické aliance a Evropské unie v roce 2004.

### Volební období 2006–2010
V parlamentních volbách v roce 2006 strana získala 18,35% a 31 mandátů, skončila na druhém místě a přešla do opozice. Nejvíce preferenčních hlasů získala Iveta Radičová (205 538) následovaná Ivanem Miklošem (199 801) a Mikulášem Dzurindou (165 729).
V září 2008 SDKÚ vypracovala dokument Slovensko má na víc – program SDKÚ-DS jako programovou alternativu vlády Roberta Fica.
V roce 2009 strana prohrála souboj o prezidentské křeslo, jelikož její kandidátka Iveta Radičová prohrála ve druhém kole s Ivanem Gašparovičem. V červnu 2009 strana získala 16,98% a 2 mandáty v druhých volbách do Evropského parlamentu na Slovensku.
V únoru 2010, po zveřejnění kauzy financování strany, se vzdal Mikuláš Dzurinda postu volebního lídra a v primárních volbách následně vyhrála (v souboji s Ivanem Miklošem) Iveta Radičová.

### Volební období 2010–2012
Vítězem voleb v roce 2010 se stala dosavadní vládní strana SMER - sociálna demokracia se ziskem 34,8 %, parlamentní většinou však disponovali středopravé strany Slovenská demokratická a kresťanská únia – Demokratická strana (15,4 %), Sloboda a Solidarita (12,1 %), Kresťanskodemokratické hnutie (8,5 %) a Most-Híd (8,1 %). Dohromady tak disponovali 79 mandáty a mohli vytvořit koaliční vládu v čele s Ivetou Radičovou z SDKÚ-DS.

### Volební období 2012–2016
Vítězem voleb v roce 2012 se opět stal SMER - sociálna demokracia, tentokrát již se ziskem 44,41 % a mohl tak disponovat parlamentní většinou bez přizvání další strany do koalice. SDKÚ-DS získala pouze 6,09 %, a přesunula se tak do opozice.

### V letech 2016–2023
Vítězem voleb v roce 2016 se znovu stal SMER - sociálna demokracia Roberta Fica, ovšem s podstatně nižším ziskem než v předchozích letech – 28,8%. SDKÚ-DS získala pouze 0,26 %, a nedostala se tak ani do parlamentu.

### Volební období 2023–2027
V parlamentních volbách v roce 2023 strana získala 0,02 % hlasů a skončila poslední. Volebním lídrem strany byl Branislav Rybárik.

## Vedení strany

### Předseda strany
- 2000 – 2012 – Mikuláš Dzurinda
- 2012 – 2016 – Pavol Frešo

### 1. místopředseda strany
- 2016 – 2020 – Milan Roman
- 2020 – současnost – Jozef Sobčák

### Volební lídr
- Volby do NR SR 2010 – Iveta Radičová
- Volby do NR SR 2023 – Branislav Rybárik

### Historie
Po odchodu Ivana Šimka a Zuzany Martinákové byli na kongrese v roce 2004 do vedení jmenováni místopředsedové Pavol Kubovič, Pavol Prokopovič, Juraj Liška, Ivan Mikloš, Eduard Kukan a Milan Hort.
Na kongresu v roce 2006 zvolili delegáti do vedení strany za předsedu Mikuláše Dzurindu a na pozice místopředsedů Eduarda Kukana, Ivana Mikloše, Milana Horta, Ivetu Radičovou a Pavla Kuboviče.
V květnu 2012 bylo zvoleno nové vedení, předsedou strany se stal hejtman Bratislavského kraje Pavol Frešo.

### Současné vedení
Od července 2016 stranu vede 1. místopředseda, nejprve Milan Roman, od listopadu 2020 Jozef Sobčák.

## Volební výsledky
Volební výsledky z voleb do Národní rady SR a Evropského parlamentu, ve kterých se zúčastnila strana SDKÚ, respektive SDKÚ-DS.

### Parlamentní volby
| Volby | Počet hlasů | Hlasy v % | Počet mandátů | Parlamentní postavení         |
| ----- | ----------- | --------- | ------------- | ----------------------------- |
| 2002  | 433 953     | 15,09 %   | 28            | koalice s SMK, KDH a ANO      |
| 2006  | 422 815     | 18,35 %   | 31            | opozice                       |
| 2010  | 390 042     | 15,42 %   | 28            | koalice s SaS, KDH a Most-Híd |
| 2012  | 155 744     | 6,09 %    | 11            | opozice                       |
| 2016  | 6 938       | 0,26      | 0             | mimo parlament                |
| 2023  | 771         | 0,02      | 0             | mimo parlament                |

### Evropské volby
| Volby | Počet hlasů | Hlasy v % | Počet mandátů | Parlamentní postavení  |
| ----- | ----------- | --------- | ------------- | ---------------------- |
| 2004  | 119 954     | 17,09 %   | 3             | účast ve frakci EPP-ED |
| 2009  | 140 426     | 16,98 %   | 2             | účast ve frakci EPP-ED |

## Členská základna
Podle oficiálních údajů měla strana k 31. prosinci 2007 7 274 členů. O 10 let později měla strana již pod 200 členů. V roce 2022 již strana měla pouze 4 členy.